# Genderový kontrakt
Genderový kontrakt (neboli genderová smlouva) je soubor zásad a pravidel, která na základě genderových rozdílů přisuzují mužům a ženám různou práci, normy chování, zodpovědnost, žebříček hodnot a povinnosti. Rozlišujeme je na třech úrovních:
1. v rámci norem celé společnosti,
2. z hlediska institucí výchovného, pracovního a vzdělávacího systému,
3. a na úrovni socializace a to obzvláště socializace primární probíhající v rodině. Genderový kontrakt je pojmem z teorie genderu.[1]

## Gender
Pojem gender označuje kulturně vytvořené rozdílné aspekty pohlaví, která jsou po celý život mužům a ženám vštěpována během socializace. Podle genderové teorie se lidé jako muži a ženy nerodí, ale musí se naučit jako ženy a muži chovat, jelikož pro každé pohlaví existují jiné vzorce chování, které se od něho očekávají. Vznikají tak genderové stereotypy. Na stereotypních představách, které jsou součástí kolektivního vědomí, je genderový kontrakt založen.

## Genderové stereotypy
Genderové stereotypy zjednodušují představu o tom, jak se má dané pohlaví chovat. Na základě genderových stereotypů vznikají genderové role, které tato očekávání shrnují. U ženy je kladen důraz na emoce a rodinu, zatímco muž má rodinu zajistit a chránit. Na tomto rozdělení úloh je genderový kontrakt založen. Tlak na dodržování kontraktu nás postihuje v každodenním životě a v různých oblastech příslušníky pohlaví znevýhodňuje. Obvykle se však mluví spíše o znevýhodňování žen. Ty totiž například kvůli ustálené představě, že se mají starat o rodinu, nemohou tak snadno jako muži budovat svoji kariéru. V důsledku genderové dohody může dojít až k vyloučení příslušníka jednoho pohlaví z různých oblastí (například žen z politiky).

## Osvojování genderových stereotypů
Výraznou roli hraje již zmíněná primární socializace a to, co dětem vštěpují za normy jejich vlastní rodiče. Ti jsou obvykle pro děti vzorem, který se snaží napodobovat. Obzvláště s narůstajícím věkem si však hledají vzory i mimo rodinu, například mezi oblíbenými hudebníky či staršími teenagery ve škole. Této teorii osvojování si genderové identity skrz vzory se říká teorie identifikační. Právě škola je další důležitou institucí, která hraje v tomto procesu osvojování si genderových stereotypů důležitou roli. K vzdělávání se váže pojem skryté kurikulum, který upozorňuje na fakt, že dívky a chlapci se učí ve škole odlišným věcem, aniž by to bylo někde oficiálně řečeno. Přestože některé rozdíly v schopnostech jsou jistě dány přirozeně, o silném tlaku společnosti není pochyb. Teorii, že dítě přijímá genderovou identitu na základě toho, jak se k němu chová okolí, nazýváme teorií sociálního učení.

## Vývoj genderového kontraktu
Mnohé ženy bojují za prolomení kontraktu a rovné příležitosti pro obě pohlaví. Sankce za neplnění těchto očekávání se tak postupem času snižují, avšak předpojatost nemizí. Genderová smlouva se tak vyvíjí a mění a to v závislosti na čase a geografii (ještě zřetelnější genderový kontrakt tak ovlivňuje společenský život například v muslimských zemích, naopak v Americe ženy vnímají práci jako seberealizaci, zatímco v českých poměrech ji ženy vnímají spíše jako nutnost).
V moderní společnosti došlo k výraznému posunu, rodinu nyní neživí výhradně muž, vydělávají i ženy. V mnoha oborech či funkcích je však jejich zastoupení nízké, například žen ve vedoucích funkcí je velmi málo. Stále platí, že za stejnou pozici dostává žena méně peněz než muž. V rámci rodiny se snaží partneři uzavřít genderový kontrakt akceptovatelný pro oba, stále však dle statistik vykonává drtivou většinu domácích prací a péče o dítě žena, což jí znesnadňuje kariérní vzestup. S diskriminací žen na poli práce se pojí jevy skleněný strop a skleněný výtah.

## Skleněný strop
Tento termín poukazuje na diskriminaci žen v rámci pracovního povýšení, kdy narážejí na neviditelné imaginární bariéry, které je udržují na nižších úrovních řízení a brání jim v rámci firmy v postupu.

## Skleněný výtah
Výraz skleněný výtah naopak označuje jev, kdy jsou muži povyšováni mnohem rychleji než ženy, ač to mnohdy neodpovídá jejich schopnostem a zkušenostem. Vyhrocenou diskriminaci na základě pohlaví označujeme jako sexismus.